# Greg Smith (baloncestista de 1991)
Gregory "Greg" Smith (nacido el 8 de enero de 1991 en Vallejo, California) es un jugador de baloncesto estadounidense que pertenece a la plantilla de los Mineros de Zacatecas de la Liga Nacional de Baloncesto Profesional de México. Con 2,08 metros de estatura, juega en la posición de pívot.

## Trayectoria deportiva

### Universidad
Jugó dos temporadas con los Bulldogs de la Universidad Estatal de California en Fresno, en las que promedió 11,6 puntos, 6,9 rebotes y 1,5 asistencias por partido. En su primera temporada fue elegido debutante del año de la Western Athletic Conference, y al año siguiente fue incluido en el segundo mejor quinteto de la conferencia.

### Profesional
Tras no ser elegido en el Draft de la NBA de 2011, fichó por los Soles de Mexicali de la liga mexicana, con los que promedió 12,5 puntos y 7,2 rebotes por partido. De ahí pasó a los Rio Grande Valley Vipers de la NBA D-League hasta que en febrero de 2012 fichó por los Houston Rockets de la NBA. Allí jugó 8 partidos, en los que promedió 1,8 puntos y 2,5 rebotes. En la liga de desarrollo fue elegido en el mejor quinteto y en el mejor quinteto de rookies, tras promediar 16,6 puntos y 7,8 rebotes por partido.
Fue posteriormente asignado de nuevo a los Vipers, hasta que fue reclamado de nuevo por los Rockets, con los que jugó 70 partidos, promediando 6,0 puntos y 4,6 rebotes como suplente de Omer Asik.
Al año siguiente fue nuevamente asignado a los Vipers, regresando a Houston para jugar once partidos. En abril de 2014 fichó por los Chicago Bulls.
[actualizar]

## Estadísticas de su carrera en la NBA

### Temporada regular
| Año     | Equipo    | PJ  | PT | MPP  | %TC  | %3P  | %TL  | RPP | APP | ROB | TPP | PPP |
| ------- | --------- | --- | -- | ---- | ---- | ---- | ---- | --- | --- | --- | --- | --- |
| 2011-12 | Houston   | 8   | 0  | 8.6  | .636 | .000 | .000 | 2.5 | .1  | .2  | .6  | 1.8 |
| 2012-13 | Houston   | 70  | 10 | 15.9 | .620 | .000 | .623 | 4.6 | .4  | .3  | .6  | 6.0 |
| 2013-14 | Houston   | 11  | 0  | 9.1  | .643 | .000 | .400 | 2.5 | .0  | .1  | .2  | 3.5 |
| 2014-15 | Dallas    | 42  | 2  | 8.6  | .612 | .000 | .513 | 1.9 | .2  | .2  | .3  | 1.9 |
| 2015-16 | Minnesota | 18  | 0  | 10.7 | .563 | .000 | .412 | 2.3 | .3  | .2  | .1  | 2.4 |
| Total   | Total     | 149 | 12 | 12.3 | .617 | .000 | .576 | 3.3 | .3  | .2  | .4  | 4.0 |

### Playoffs
| Año   | Equipo  | PJ | PT | MPP  | %TC  | %3P  | %TL  | RPP | APP | ROB | TPP | PPP |
| ----- | ------- | -- | -- | ---- | ---- | ---- | ---- | --- | --- | --- | --- | --- |
| 2013  | Houston | 5  | 1  | 11.8 | .667 | .000 | .500 | 2.6 | .0  | .4  | .4  | 3.6 |
| 2015  | Dallas  | 1  | 0  | 1.0  | .000 | .000 | .000 | .0  | .0  | .0  | .0  | .0  |
| Total | Total   | 6  | 1  | 10.0 | .667 | .000 | .500 | 2.2 | .0  | .3  | .3  | 3.0 |